# Karol I de Bourbon
Karol I de Bourbon (1401–4 grudnia 1456, w Château de Moulins) – od 1424 hrabia Clermont-en-Beauvaisis, od 1434 książę Burbonii i Owernii (mimo że jego ojciec od 1415, po bitwie pod Azincourt znalazł się w niewoli, Karol przejął kontrolę na ziemiami dopiero po śmierci ojca). 
Karol brał udział w wojnie stuletniej przeciwko Anglii, ale nigdy nie zawarł pokoju ze swoimi sąsiednim wrogiem - szwagrem (bratem swojej żony) – Filipem III Dobrym, księciem Burgundii. Brał również udział w Praguerie (rewolcie szlachty francuskiej przeciwko królowi Karolowi VII) w latach 1439–1440. Kiedy rewolta zakończyła się fiaskiem, Karol został zmuszony do błagania króla o łaskę i oszczędzenie jego ziem. Ostatecznie Karol zmarł w swoim majątku, w 1456. Jego młodszym bratem był Ludwik I, hrabia Montpensier.

## Małżeństwa i potomstwo
19 lipca 1412 Karol ożenił się z Anną de Dreux (1409–1415), małżeństwo to nie zostało skonsumowane.
17 września 1425 w Autun Karol poślubił Agnieszkę Burgundzką (1407–1476), córkę Jana bez Trwogi. Para miała razem 11 dzieci:
- Jana II, księcia Burbonii (1426–1488),
- Marię (1428–1448), od 1444 żonę Jana II, księcia Lotaryngii,
- Filipa, pana Beaujeu (1430–1440),
- Karola II, księcia Burbonii (1434–1488), kardynała i arcybiskupa Lyonu,
- Izabelę (1436–1465), żonę Karola Zuchwałego, księcia Burgundii,
- Piotra II, księcia Burbonii (1438–1503),
- Ludwika (1438–1482), biskupa Liège, założyciela nieślubnej linii Bourbon-Busset,
- Małgorzatę (1439–1483), od 1472 żonę Filipa II, księcia Sabaudii,
- Katarzynę (1440–Nijmegen), od 1463 żonę Adolfa z Egmond, księcia Geldrii,
- Joannę (1442–1493), od 1467 żonę Jana II de Chalon, księcia Oranii,
- Jakuba, hrabiego Montpensier (1445–1468).

Karol był ojcem kilku nieślubnych dzieci, m.in. z Jeanne de Bournan miał syna:
- Ludwik (zm. 1487), admirała Francji, od 1466 męża Joanny de Valois, pani Mirebeau.